# Заимка (остановочный пункт)
Заи́мка — остановочный пункт Иркутского региона Восточно-Сибирской железной дороги на Транссибирской магистрали (5088 километр.).
Расположен в Усольском районе Иркутской области России. Введён в эксплуатацию в 1910 году. Осуществляется пригородное сообщение до станций Иркутск и Зима.

## Факты
В 2016 году про Заимку снят короткометражный документальный фильм «Заимка.Брошенный мир».